# Hamid Sajjadi
Seyed Hamid Sajjadi Hazaveh, né le 21 mars 1969 à Téhéran (Iran), est un athlète iranien, spécialiste du steeple. Il est ministre du Sport et de la Jeunesse (en) du 25 août 2021 au 1er août 2023, il est alors remplacé par Kioumars Hashemi.

## Biographie
Il remporte la médaille d'or du 3 000 m steeple lors des championnats d'Asie 1991, et obtient quatre médailles de bronze en 1993, 1995, 1998 et 2000.
Il détient les records d'Iran du 3 000 m steeple, du 5 000 m et du 10 000 m.
Il est nommé ministre du Sport et de la Jeunesse en août 2021,.

## Palmarès
| Date | Compétition         | Lieu         | Résultat | Épreuve         | Performance   |
| ---- | ------------------- | ------------ | -------- | --------------- | ------------- |
| 1991 | Championnats d'Asie | Kuala Lumpur | 1er      | 3 000 m steeple | 8 min 33 s 89 |
| 1993 | Championnats d'Asie | Manille      | 3e       | 3 000 m steeple | 8 min 43 s 29 |
| 1995 | Championnats d'Asie | Djakarta     | 3e       | 3 000 m steeple | 8 min 42 s 80 |
| 1998 | Championnats d'Asie | Fukuoka      | 3e       | 3 000 m steeple | 8 min 37 s 88 |
| 1998 | Jeux asiatiques     | Bangkok      | 2e       | 3 000 m steeple | 8 min 42 s 53 |
| 2000 | Championnats d'Asie | Djakarta     | 3e       | 3 000 m steeple | 8 min 54 s 07 |

## Records
| Épreuve         | Performance    | Lieu         | Date            |
| --------------- | -------------- | ------------ | --------------- |
| 3 000 m steeple | 8 min 33 s 89  | Kuala Lumpur | 19 octobre 1991 |
| 5 000 m         | 13 min 53 s 40 | Göteborg     | 11 août 1995    |
| 10 000 m        | 29 min 22 s 65 | Atlanta      | 26 juillet 1996 |